# 7108 Nefedov
A 7108 Nefedov (ideiglenes jelöléssel 1981 RM3) a Naprendszer kisbolygóövében található aszteroida. Nyikolaj Sztyepanovics Csernih fedezte fel 1981. szeptember 2-án.